# Home Office
Home Office (HO) er det britiske indenrigsministerium. Ministeriet har hovedkvarter i Marsham Street 2 i Westminster. Det er ansvarligt for politiet, immigration/grænsekontrol, samt kontraterrorisme og rigets sikkerhed. Ministeriet blev etableret 1782, da det tidligere Southern Department fra 1660 blev omdannet til Home Office, mens Northern Department blev det nye Foreign Office. De to tidligere ministerier havde de samme ansvarsområder, men havde tidligere fordelt opgaverne geografisk.